# آسمیدال
آسمیدال (انگلیسی: Asmidal) شرکت صنایع شیمیایی الجزایری است، که در سال ۱۹۸۴ تأسیس شد.